# Indywidualne Mistrzostwa Świata w Long Tracku 1977
Indywidualne Mistrzostwa Świata na długim torze 1977

## Wyniki
- 11 września 1977 r. (niedziela),  Aalborg

| Msc. | Zawodnik          | Kraj           | Pkt |  |  |
| ---- | ----------------- | -------------- | --- |  |  |
| 1    | Anders Michanek   | Szwecja        | 20  |  |  |
| 2    | Hans Siegl        | RFN            | 18  |  |  |
| 3    | Ole Olsen         | Dania          | 18  |  |  |
| 4    | Jiří Štancl       | Czechosłowacja | 15  |  |  |
| 5    | Joachim Kall      | RFN            | 14  |  |  |
| 6    | Alois Wiesböck    | RFN            | 13  |  |  |
| 7    | Alès Dryml        | Czechosłowacja | 12  |  |  |
| 8    | Ivan Mauger       | Nowa Zelandia  | 12  |  |  |
| 9    | Kristian Præstbro | Dania          | 12  |  |  |
| 10   | Georg Hack        | RFN            | 11  |  |  |
| 11   | Christoph Betzl   | RFN            | 9   |  |  |
| 12   | Zdeněk Kudrna     | Czechosłowacja | 8   |  |  |
| 13   | Hans Wasserman    | RFN            | 5   |  |  |
| 14   | Jan Verner        | Czechosłowacja | 4   |  |  |
| 15   | Václav Verner     | Czechosłowacja | 3   |  |  |
| 16   | Jan Käter         | RFN            | 2   |  |  |
| 17   | Otto Lantenhammer | Austria        | 2   |  |  |
| 18   | Egon Müller       | RFN            | 0   |  |  |